# Kvarteret Tigern, Stockholm

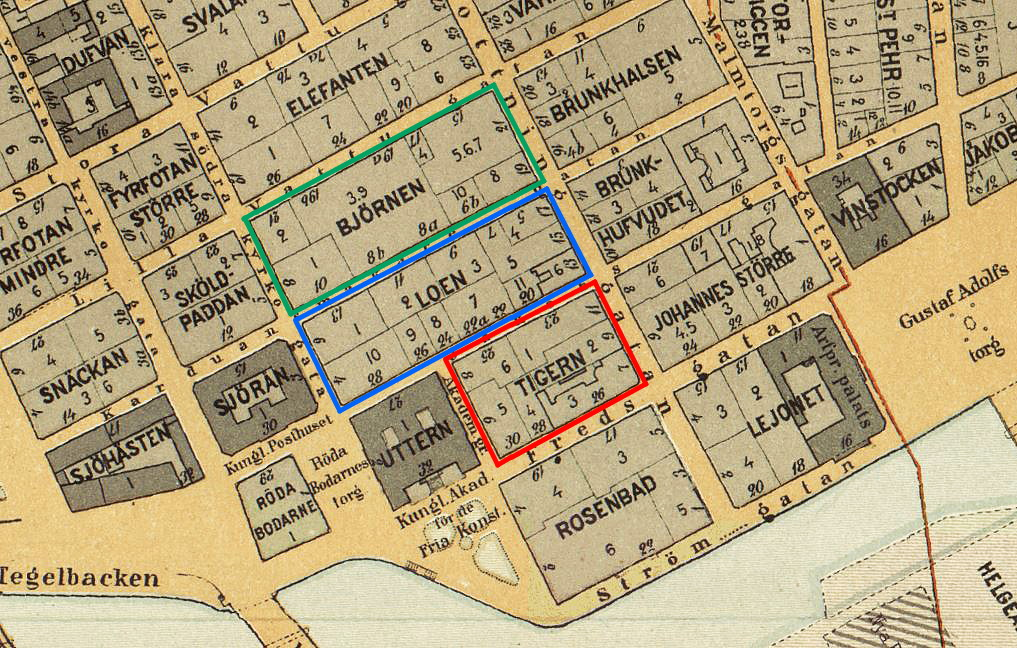
Kvarteren Tigern (röd), Loen (blå) och Björnen (grön) 1899.

Tigern är ett kvarter på södra Norrmalm i centrala Stockholm. Kvarteret omges av Jakobsgatan i norr, Akademigränd i väster, Fredsgatan i söder och Drottninggatan i öster. Kvarteret bestod ursprungligen av sex fastigheter. Numera är Tigern en enda fastighet Tigern 7. Hela kvarteret ägs av svenska staten genom Statens Fastighetsverk och är ett av Stockholms regeringskvarter.

## Historik
Kvarteren på södra  Norrmalm bildades i slutet av 1630-talet när Stockholms stadsplanering tog sin början och Klas Flemings strama rutnätsplan lades ut över området. I tomtböcker från 1660-talet stavades kvartersnamnet Tigris (efter det latinska ordet för tiger ”Felis tigris”). Kvartersnamnet harmonierar med de närbelägna Elefanten, Lejonet samt Björnen och Loen och hör till kategorin exotiska djur.

## Kvarterets byggnader
Vid mitten av 1660-talet var kvarteret bebyggt med påkostade hus för högadeln mot gatorna och enkla uthus och stallängor på gårdarna. Området eldhärjades i samband med Klarabranden 1751 men några av husen gick att återuppbygga. Därefter gick flertalet byggnader igenom omfattande om- och tillbyggnader. På 1800-talets slut blev Drottninggatans södra del Stockholms nya affärsstråk och eleganta kontors- och bankpalats kantade gatan. 
I hörnet Drottninggatan 7 / Fredsgatan 8 uppfördes 1874–1876 byggnaden för Lifförsäkringsaktiebolaget Nordstjernan efter ritningar av Axel och Hjalmar Kumlien. I byggnaden med adress Drottninggatan 11 låg silversmeden A.G. Dufvas butik. Även Nordiska Bokhandeln fanns här under många år med ingång från hörnet Fredsgatan / Drottninggatan. Grannhuset på Fredsgatan 10 byggdes för Norrlandsbanken 1899 med Ernst Stenhammar som arkitekt. 1927 flyttade Gumaelius annonsbyrå sina kontorslokaler till det gamla bankpalatset. 

Historiska bilder
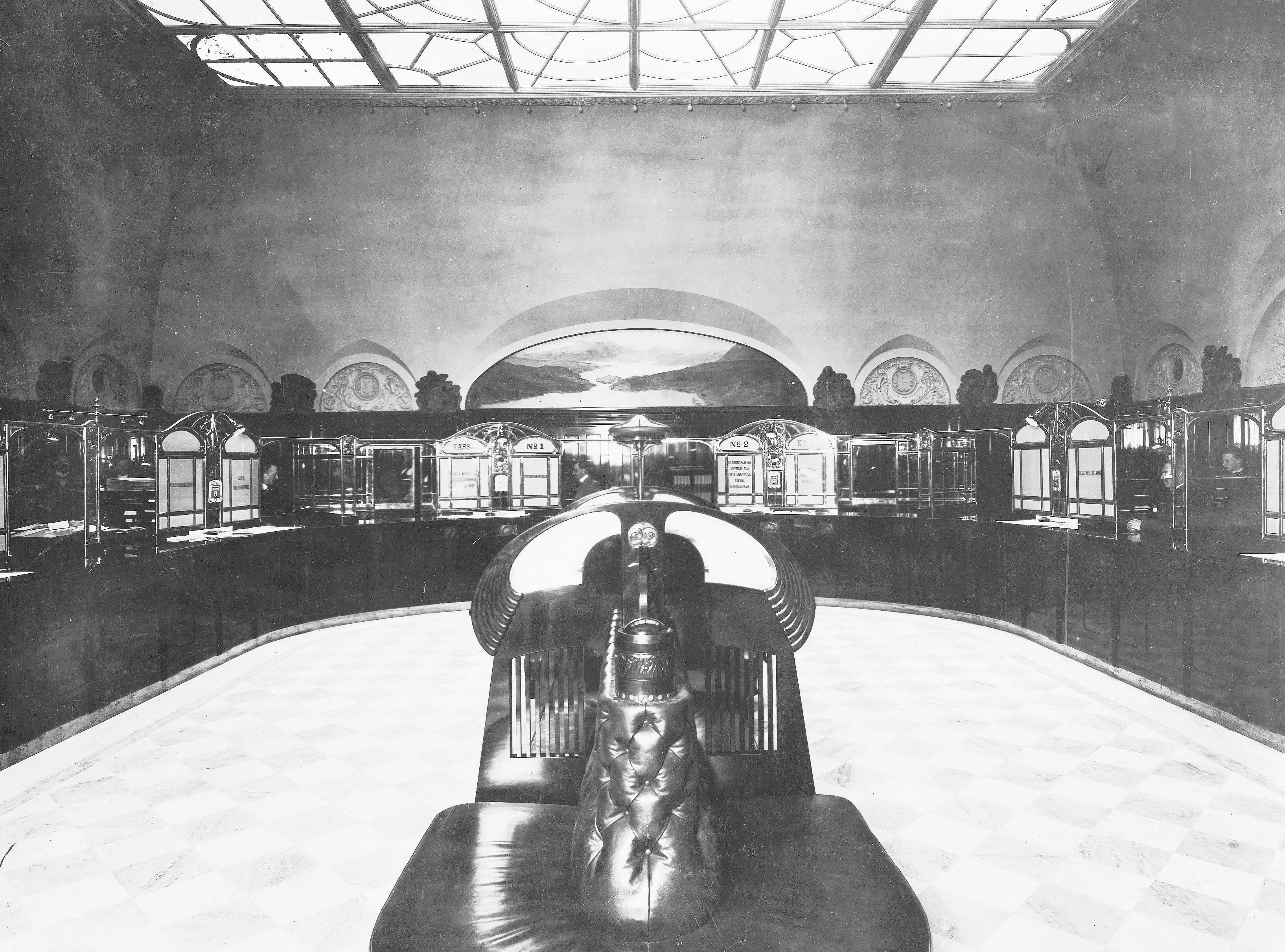
Norrlandsbankens bankhall 1904.
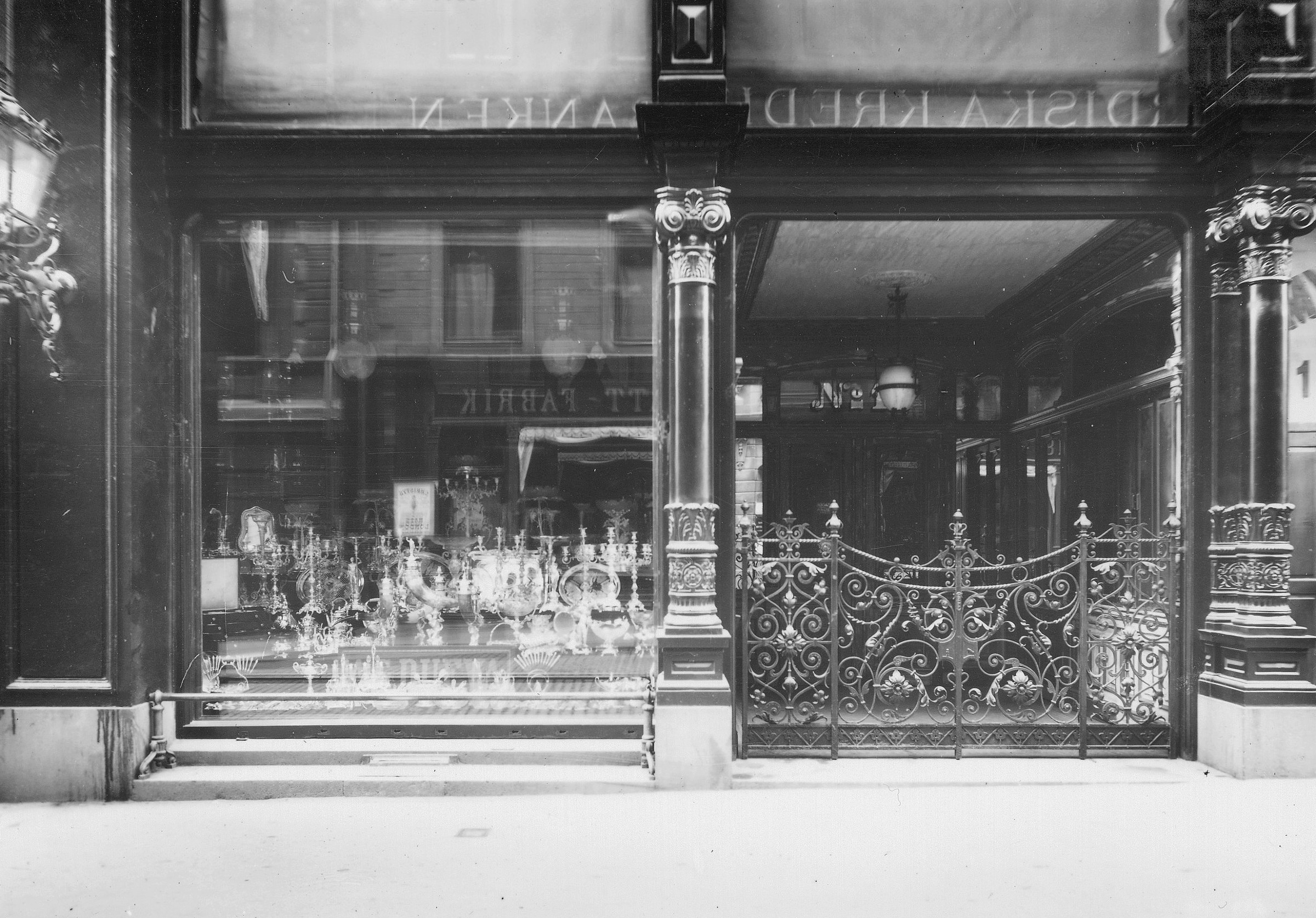
A.G. Dufvas butik, 1900-tal.
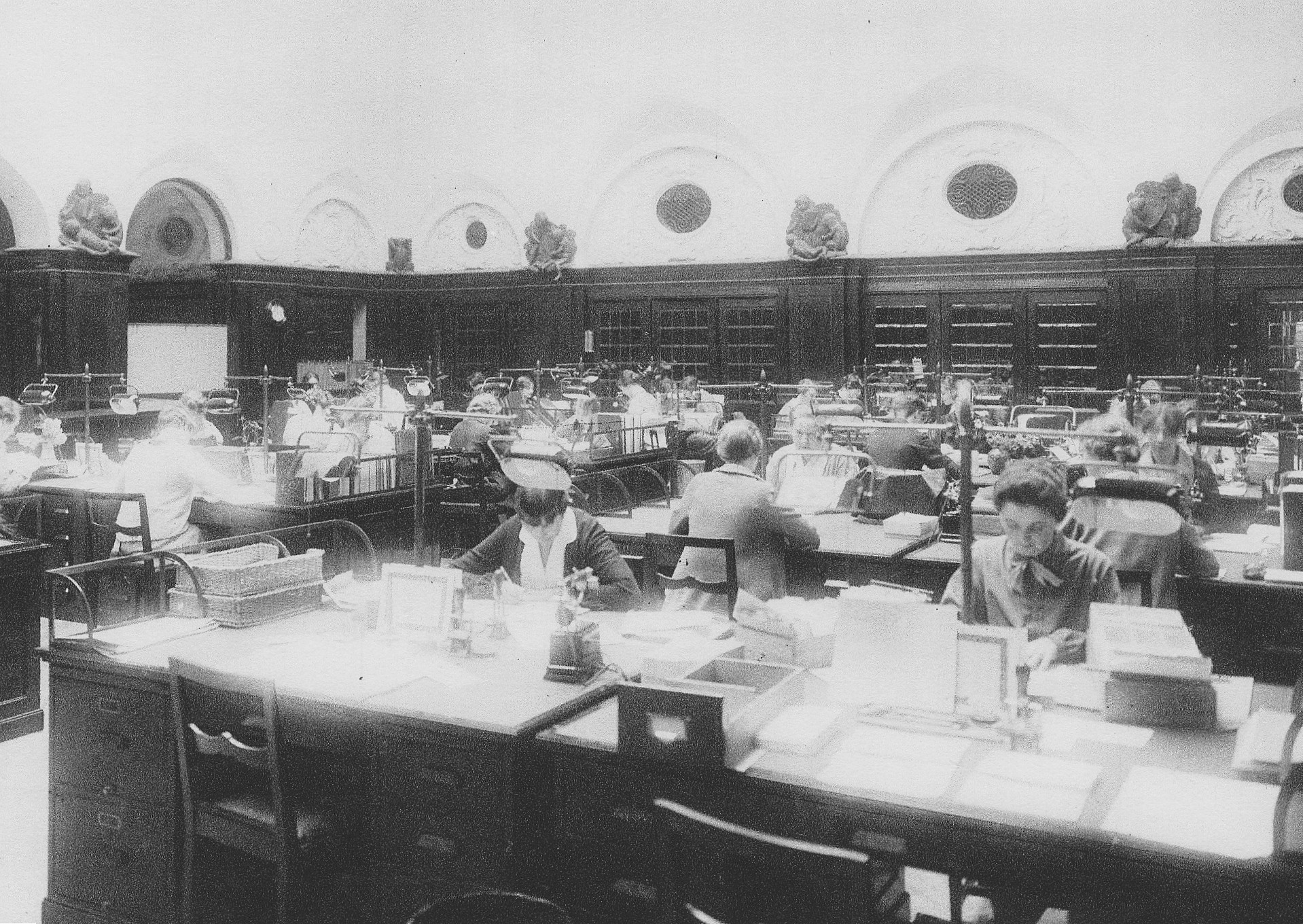
Sofia Gumaelius annonsbyrå, 1930-tal.
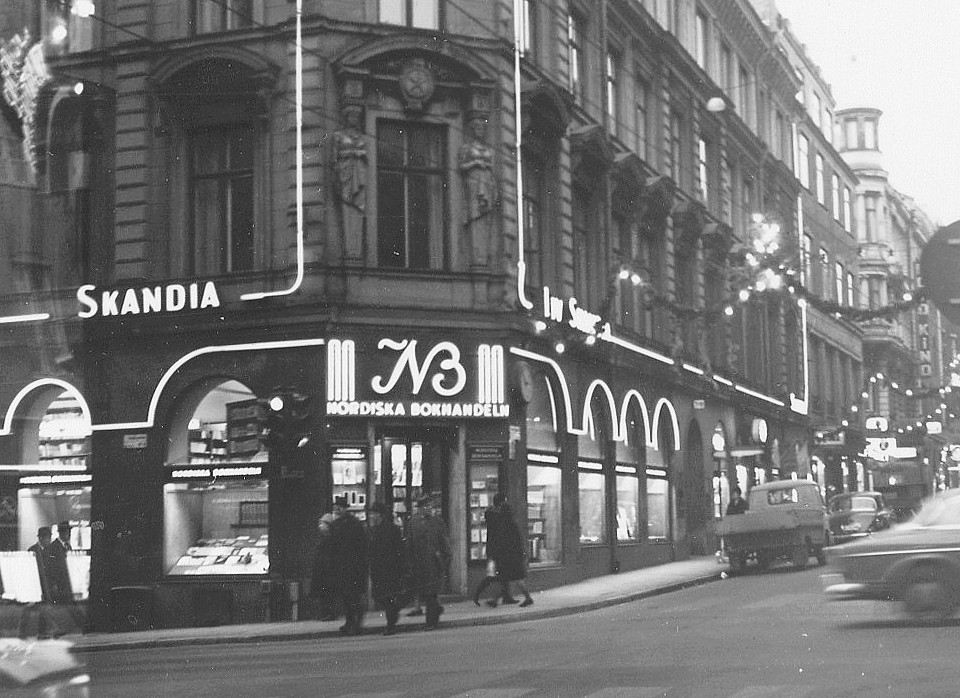
Nordiska Bokhandeln, 1964.

### Kvarteret i förvandling
I mitten av 1960-talet började statliga förvaltningar flytta till Nedre Norrmalm, så även till kvarteret Tigern vars byggnader skulle rivas och ersättas med moderna kontorshus. De båda husen i kvarterets södra del (mot Fredsgatan) revs utom fasaderna medan tre hus i kvarterets norra del (mot Jakobsgatan) revs komplett och ersattes 1982 av ett nytt kontorskomplex ritat av EHKL arkitektkontor. Resultatet blev en stor byggnad i fem våningar som försöker knyta an till de äldre husen. Fasaderna består av ljusrött slammat tegel med betongbalkar över fönstren som skulle påminna om äldre tiders fönsteröverstycken. 
Åren 1999 till 2000 utfördes en modernisering och en ombyggnad för ökat antal arbetsplatser för Regeringskansliet efter ritningar av Wingårdh arkitektkontor. Efter renoveringen har bland annat Landsbygdsdepartementet (före detta Jordbruksdepartementet) haft sina lokaler i husen. Idag (2020) finns Arbetsmarknadsdepartementet i kvarteret. Förutom kvarterets nyaste hus vid Jakobsgatan 23 är alla byggnader grönmärkta av Stadsmuseet i Stockholm vilket innebär att de anses vara ”särskilt värdefulla från historisk, kulturhistorisk, miljömässig eller konstnärlig synpunkt”.

Nutida bilder
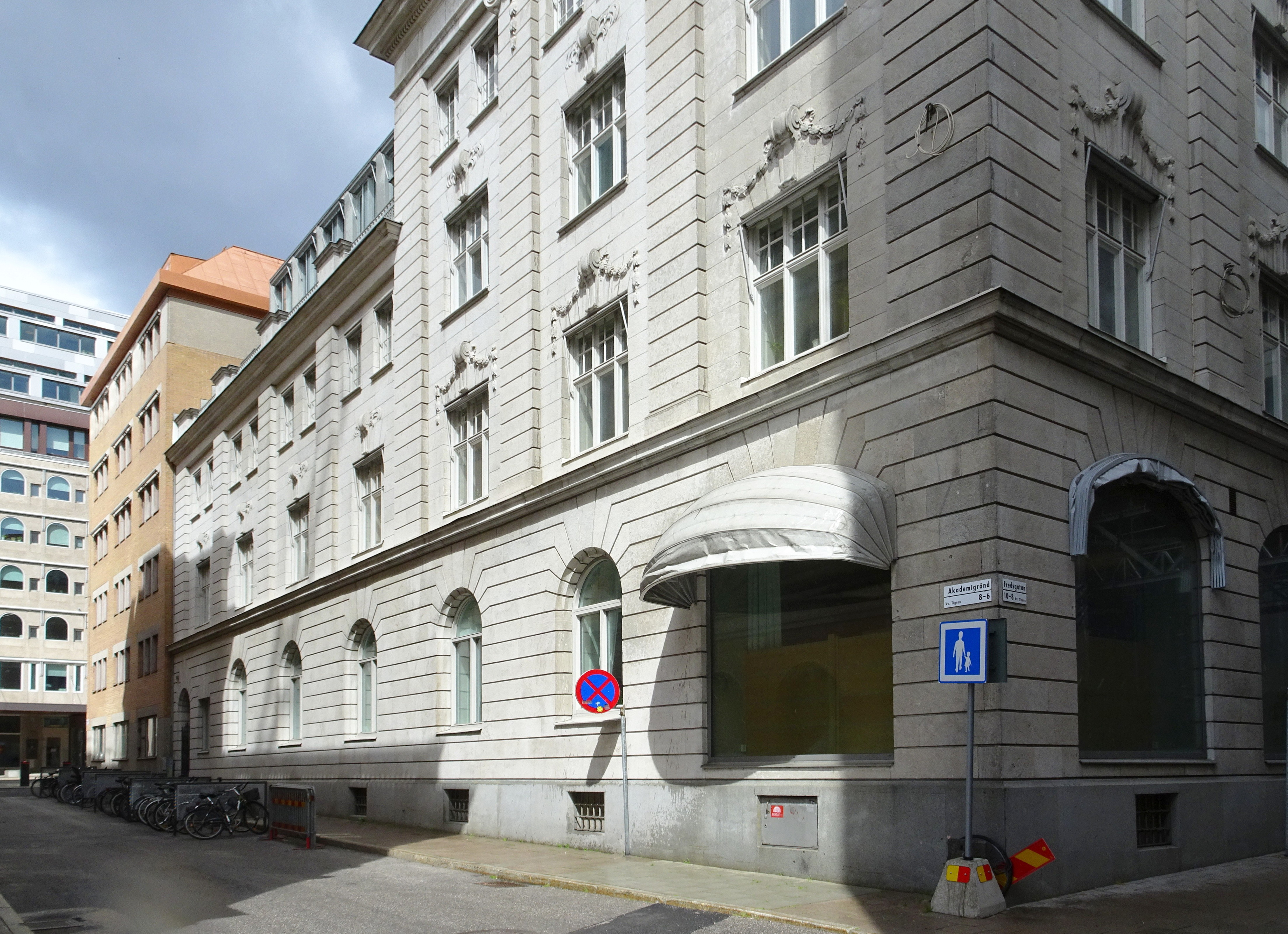
Tigern mot Akademigränd.
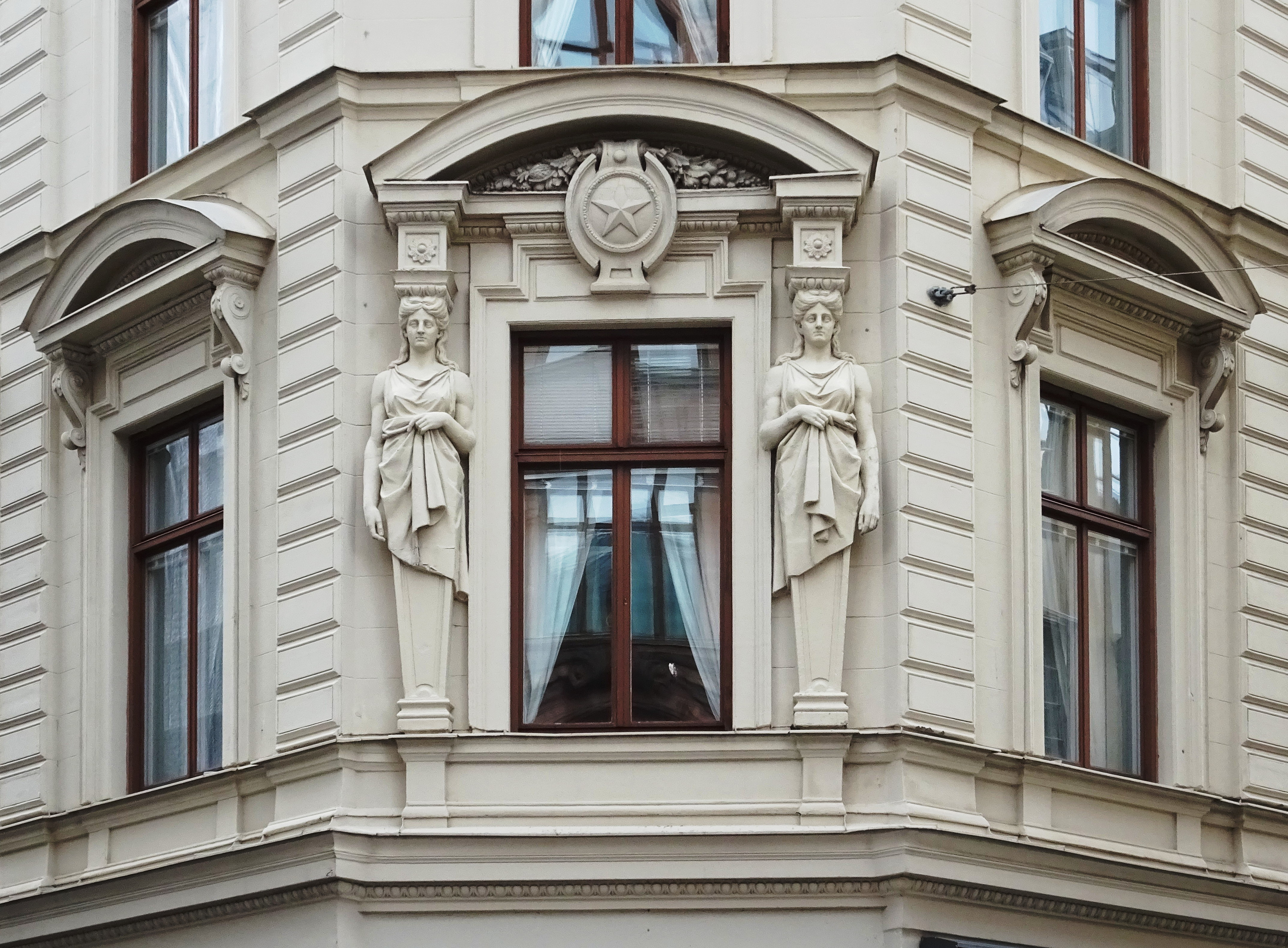
Hörnet Drottninggatan 7 / Fredsgatan 8.
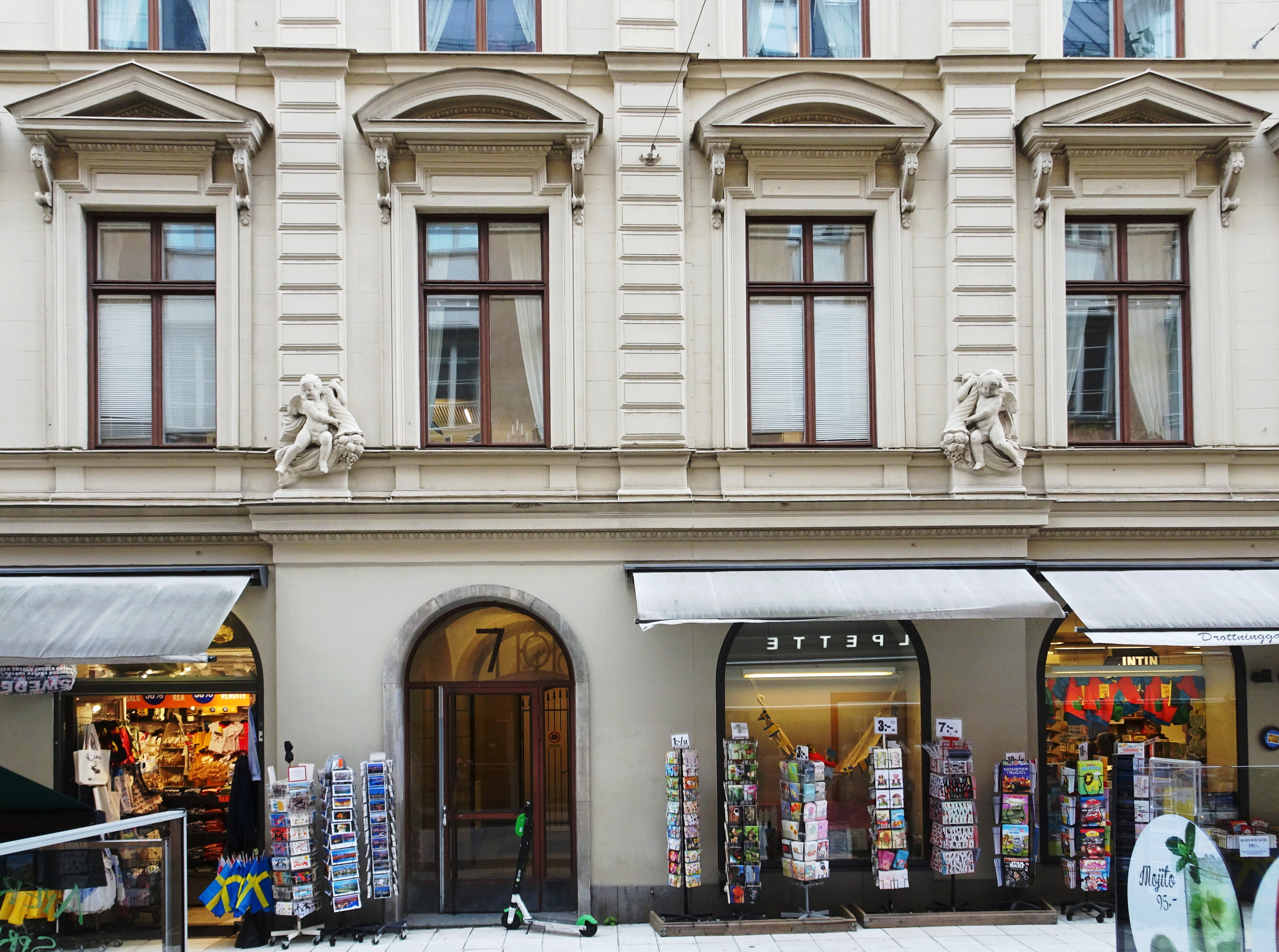
Drottninggatan 7.
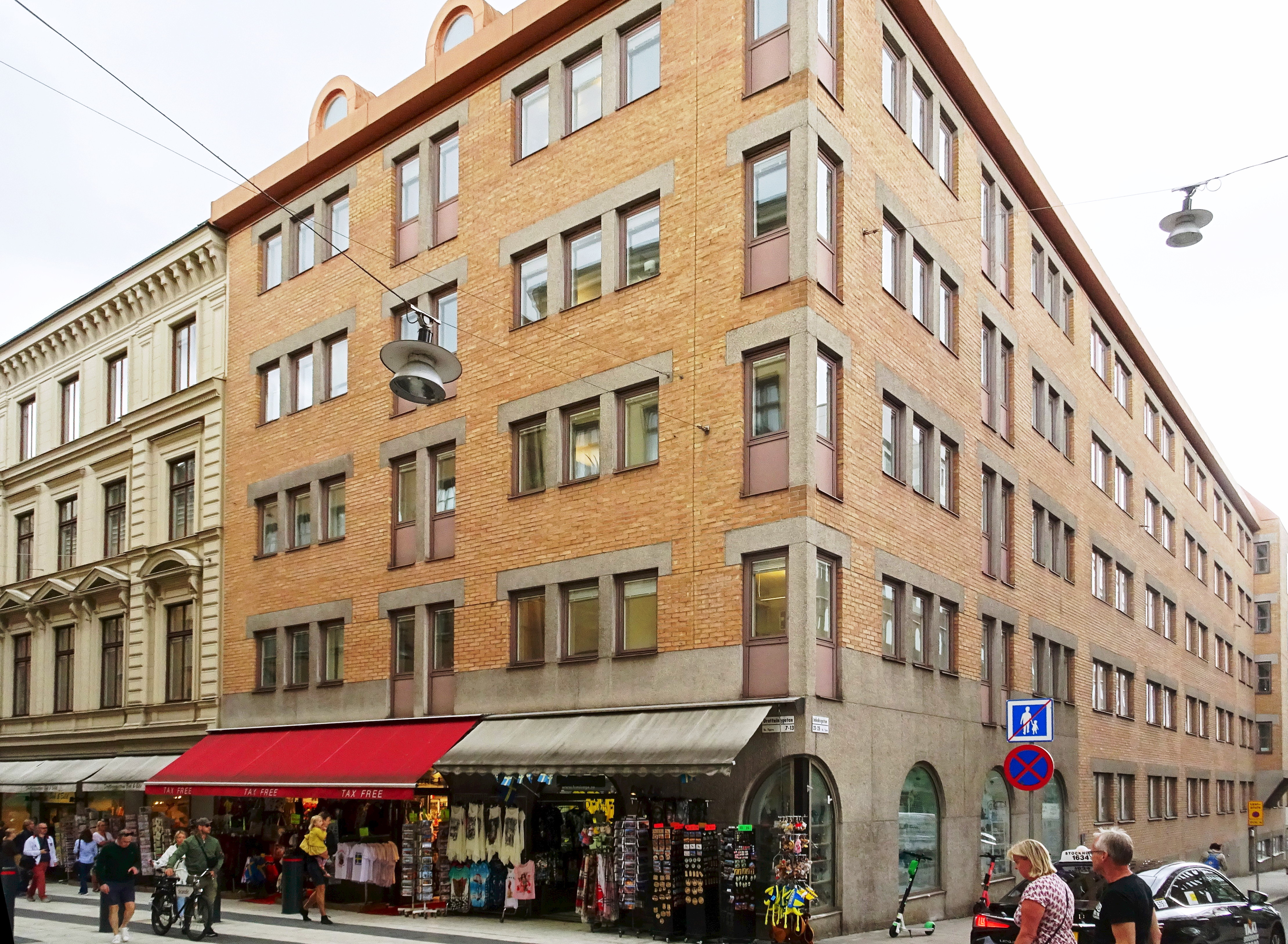
Hörnet Drottninggatan 13 / Jakobsgatan 23.